# Mighty Wanderers FC
El Mighty Wanderers Football Club és un club de futbol de Malawi de la ciutat de Blantyre.
Noms precedents:
- Yamaha Wanderers
- Limbe Leaf Wanderers
- Telecom Wanderers
- MTL Wanderers
- Be Forward Wanderers

## Palmarès
- Lliga malawiana de futbol:[3]

1990, 1995, 1997, 1998, 2006, 2017
- Copa malawiana de futbol:[4]

1985, 1986, 1997, 2005, 2012, 2013, 2016, 2018
- Copa de la Premsa de Malawi:[4]

1971, 1972, 1974, 1990
- Copa Kamuzu de Malawi:[4]

1976, 1982, 1985, 1997
- Copa Chibuku de Malawi:[4]

1969, 1972, 1973, 1976, 1979, 1994, 1996, 1997
- Copa Carlsberg de Malawi:[4]

2000, 2015, 2016
- Copa President de Malawi:[4]

2009, 2011
- FAM Charity Shield:[4]

2004, 2006
- Bp Top 8:

2004
- Bingu Cup:

2008